# Gnomidolon meridanum
Gnomidolon meridanum är en skalbaggsart som beskrevs av Dilma Solange Napp och Martins 1985. Gnomidolon meridanum ingår i släktet Gnomidolon och familjen långhorningar.
Artens utbredningsområde är Venezuela. Inga underarter finns listade i Catalogue of Life.